# Larie (televisieprogramma)
Larie is een humoristisch debatprogramma van de KRO waarin twee teams van cabaretiers het tegen elkaar opnemen. Het programma wordt gepresenteerd door Arie Boomsma en uitgezonden op NPO 3. Meewerkende cabaretiers zijn onder anderen Henry van Loon, Karin Bruers en Howard Komproe.
Elk van de teams, het rode en het blauwe team genoemd, bestaat uit twee cabaretiers en heeft geen vaste samenstelling. Deze duo's krijgen onzinnige stellingen aangereikt als "Het wordt hoog tijd dat Amalia het overneemt", "Er moet een 24-uurs kanaal komen voor Boer zoekt vrouw" en "Boven de 2 meter moet je verplicht zonnepanelen op je hoofd dragen". Zij moeten deze op humoristische wijze verdedigen of betwisten. Het publiek beslist na elke ronde welk duo deze het best heeft gespeeld, en uiteindelijk welk team de aflevering wint.

## Afleveringen
Het winnende team wordt aangegeven door een groen vak.
| Afl. | Uitzenddatum  | Team rood                               | Team blauw                            |
| ---- | ------------- | --------------------------------------- | ------------------------------------- |
| 1    | 29 maart 2015 | Emilio Guzman en Henry van Loon         | Karin Bruers en Howard Komproe        |
| 2    | 5 april 2015  | Henry van Loon en Howard Komproe        | Karin Bruers en Ronald Snijders       |
| 3    | 12 april 2015 | Sanne Wallis de Vries en Dolf Jansen    | Karin Bruers en Howard Komproe        |
| 4    | 19 april 2015 | Karin Bruers en Dolf Jansen             | Carolien Borgers en Howard Komproe    |
| 5    | 26 april 2015 | Ronald Snijders en Howard Komproe       | Eva Crutzen en Jan Jaap van der Wal   |
| 6    | 3 mei 2015    | Ronald Snijders en Jan Jaap van der Wal | Karin Bruers en Tex de Wit            |
| 7    | 10 mei 2015   | Henry van Loon en Howard Komproe        | Sanne Wallis de Vries en Karin Bruers |
| 8    | 17 mei 2015   | Karin Bruers en Henry van Loon          | Sanne Wallis de Vries en Tex de Wit   |